# Romance cruelle
Pour plus de détails, voir Fiche technique et Distribution.
Romance cruelle (en russe : Жестокий романс, Jestokiy romans) est une adaptation cinématographique de la pièce d'Alexandre Ostrovski La Fille sans dot, réalisée par Eldar Riazanov en 1984,,. Le film est classé meilleur film de l'année par les lecteurs du journal L'Écran soviétique.

## Synopsis
Dans une ville fictive de Briakhimov, sur les bords de la Volga, Kharita Ogoudalova, une veuve de souche noble ruinée, est sur le point de marier sa seconde fille Olga, à un prince de Tiflis. Sa fille aînée, Anna, déjà mariée vit à Monte-Carlo. Il lui reste à trouver un bon parti pour sa cadette, Larissa. Plusieurs prétendants se disputent ses faveurs, mais aucun ne présente un réel intérêt en vue d'un mariage. Un ami d'enfance, Vassili Vojevatov bien que nourrissant les sentiments pour Larissa n'arrive pas à se décider à épouser une jeune fille sans dot. Son rival en amour Moki Knourov, est richissime, mais déjà marié. Larissa est quant à elle éprise d'un homme d'affaires charismatique, Sergueï Paratov, qui l'invite un soir sur son bateau fluvial, l'hirondelle (en russe : ласточка).
Au cours de cette soirée, Paratov couvre Larissa d'égards et lui laisse tout espérer.  Cependant le lendemain même, il reçoit de mauvaises nouvelles concernant ses affaires et se voit contraint de quitter la ville précipitamment. Ne le voyant pas réapparaître, et ne recevant aucune nouvelles, Larissa accepte la demande en mariage d'un modeste fonctionnaire, Youli Karandychev qui l'aime certes, mais auquel elle ne trouve aucune autre qualité. Fier néanmoins de sa victoire sur les autres prétendants, Karandychev tient aussitôt à organiser un banquet pour marquer le coup, malgré les protestations de Larissa. Tous se retrouvent au domicile de Karandychev devant un modeste buffet, y compris Paratov qui rentre de son expédition et qui depuis a vendu l'hirondelle à Knourov pour résoudre ses difficultés financières. La fête vire au désastre quand l'heureux fiancé se saoule non sans l'aide d'un valet engagé par Paratov.  Pendant ce temps Paratov, Knourov et Vojevatov s'accordent pour essayer d'extirper Larissa et passer avec elle le reste de la soirée à bord de l'hirondelle.  Paratov parvient à convaincre Larissa, et tous quittent les lieux pour rejoindre le bateau tandis que Karandychev s'absente pour chercher encore quelques bouteilles.
À bord, Paratov et Larissa couchent ensemble, mais peu après, Paratov déçoit amèrement Larissa en lui avouant être fiancé à une autre. Ce désengagement laisse le champ libre à Knourov et Vojevatov, qui pour se départager la belle jouent à pile ou face. Knourov l'emporte et propose à Larissa de lui accorder une pension somptueuse, et ainsi de faire d'elle sa concubine. À ce moment, Karandychev, qui de colère s'était armé d'un pistolet et avait suivi le bateau en barque, monte à bord, trouve Larissa et exige d'elle qu'elle reparte avec lui. Trouvant moins déshonorant d'accepter la proposition de Knourov, Larissa refuse, déclarant se résigner à un statut d'objet qui doit être vendu au plus offrant. Quand elle lance à Karandychev qu'elle ne lui appartiendra jamais, le fiancé éconduit lui rétorque "alors, tu n'appartiendras à personne !" (en russe : Ну, так не доставайся же ты никому!), et la tue d'une balle dans le dos.  Avant de mourir, Larissa murmure "merci" (en russe : благодарю), suggérant qu'elle se satisfait de ce dénouement.

## Fiche technique
- Titre : Romance cruelle
- Titre original : Жестокий романс, Jestoky romans
- Réalisation : Eldar Riazanov
- Scénario : Eldar Riazanov
- Photographie : Vadim Alissov (ru)
- Directeur artistique : Alexandre Borissov
- Casting : Leonid Tchertok (ru)
- Assistants réalisateurs : Tatiana Pronina, Alexandre Gromov
- Compositeur : Andreï Petrov
- Musique : Orchestre symphonique d'État de l'URSS pour l'art cinématographique
- Chef d'orchestre : Sergueï Skripka (ru)
- Montage : Valeria Belova
- Son : Semion Litvinov, Vladimir Vinogradov
- Rédaction : Lioubov Gorina
- Caméra : Vladimir Schmyga, Anatoli Vassiliev
- Producteur exécutif : Lazare Milkis (ru)
- Production : Mosfilm
- Pays d'origine : URSS
- Format : Couleurs
- Genre : Drame
- Durée : 145 minutes
- Date de sortie : 1984

## Distribution
- Larissa Gouzeïeva : Larissa Ogoudalova, la cadette des trois filles de Kharita Ogoudalova
- Alissa Freindlich : Kharita Ogoudalova, veuve, mère de Larissa
- Nikita Mikhalkov : Sergueï Paratov, armateur, amoureux de Larissa
- Andreï Miagkov : Youli Karandychev, employé de la poste, fiancé de Larissa
- Alexeï Petrenko : Moki Knourov, homme d'affaires très riche
- Viktor Proskourine (ru) : Vassili Vojevatov, armateur, ami d'enfance de Larissa
- Tatiana Pankova (ru) : Efrossinia Potapovna, tante de Karandychev
- Alexandre Piatkov (ru) : Gavrilo, patron de café
- Youri Sarantsev : Mikhine, capitaine de Lastotchka [Hirondelle]
- Olga Volkova : modiste
- Dmitri Bouzyliov (ru) : tsigane Ilya
- Aleksandr Pankratov-Tcherny : Ivan Semionovski, ancien combattant de la guerre du Caucase
- Sergueï Artsibachev (ru) : Gouliaev, employé de banque parti avec la caisse
- Gueorgui Bourkov : Arkadi Stchaslivtsev, acteur alcoolique engagé comme valet par Paratov
- Borislav Brondoukov : Ivan, garçon de café